# ゴラン・ヴィシュニック
ゴラン・ヴィシュニック（ヴィシュニッチ、Goran Visnjic, Goran Višnjić, 1972年9月9日 - ）は、クロアチア・シベニク出身の俳優。

## 経歴
子供の頃から役者を志し、16歳で映画に初出演する。しかしユーゴスラビア紛争の勃発で、18歳のときはユーゴスラビア人民軍（Yugoslav People's Army)に1年間入隊し、戦線に立つ。その後シベニクに戻り、クロアチア軍に参加した。
除隊後にザグレブに移り演技を学び、『ハムレット』など多くの舞台に立って高い評価を得た。
その後ハリウッドに渡り、マイケル・ウィンターボトムの『ウェルカム・トゥ・サラエボ』やミミ・レダーの『ピースメーカー』などに出演。また、1998年にはマドンナのミュージック・ビデオ「パワー・オブ・グッバイ」にも彼氏役で出演している。1999年には人気シリーズ『ER緊急救命室』に抜擢された。『ER』ではジョージ・クルーニーと入替の形でレギュラー出演。（前述の『ピースメーカー』では、盗まれた核兵器を運搬しているトラックを不審に思う、検問所兵士を演じている。）ボスニア紛争で妻子を亡くしてアメリカに渡ってきたクロアチア人医師、ルカ・コバッチュを『ER』最終話まで演じ、ノア・ワイリー降板後はトップクレジットに出されるようになった。『ER』でもクロアチア語を時々話すため
アビー役のモーラ・ティアニーからWhat? (何？)と聞かれるシーンがある。
2002年米雑誌『Star』で「ハリウッドセクシー100人」の2位に選ばれている。
『007』シリーズの6代目ジェームズ・ボンド選考の際には候補の一人として名が挙がっていた。
現在はカリフォルニア州在住だが、クロアチアの映画にも時々出演している。

## 私生活
1999年に彫刻家のイヴァナ・ヴィシュニック（映画監督のAntun Vrdoljakの娘）と結婚。2007年4月に男の子（2007年4月19日生まれ）を養子に迎えている。2011年7月には代理母を通して息子が生まれている。なお、クロアチア在住時にクロアチア人女性との間に娘がおり、2007年に娘として認知し月1800ドルの養育費を支払うことで同意したと報じられた。
また、動物愛護活動に熱心で、PETAの毛皮反対キャンペーンに参加したこともある。

## 主な出演作品

### 映画
| 公開年 | 邦題 原題                                                                     | 役名                                      | 備考             | 吹き替え            |
| ------ | ----------------------------------------------------------------------------- | ----------------------------------------- | ---------------- | ------------------- |
| 1995   | テロリスト・ゲーム2/危険な標的 Night Watch                                    | 警備員                                    | テレビ映画       |                     |
| 1997   | ウェルカム・トゥ・サラエボ Welcome to Sarajevo                                | リスト                                    |                  | 立木文彦            |
| 1997   | ピースメーカー The Peacemaker                                                 | バズタ軍曹                                |                  | 田原アルノ（TBS版） |
| 1998   | ラウンダーズ Rounders                                                         | モーリス                                  |                  |                     |
| 1998   | プラクティカル・マジック Practical Magic                                      | ジミー・アンジェロフ                      |                  | 大川透              |
| 2000   | ノンストップ・ガール Committed                                                | ニール                                    |                  | 寺杣昌紀            |
| 2001   | ディープ・エンド The Deep End                                                 | アレック・スペラ                          |                  | 藤原啓治            |
| 2001   | 最後の陰謀 Posljednja volja                                                   | Bepo Stambuk                              | 兼共同製作       |                     |
| 2002   | マインド・ゲート 監禁少女のSOS Doctor Sleep                                   | マイケル                                  |                  |                     |
| 2002   | アイス・エイジ Ice Age                                                        | ソト                                      | 声の出演         | 壤晴彦              |
| 2004   | スパルタカス Spartacus                                                        | スパルタカス                              | テレビ映画       |                     |
| 2005   | エレクトラ Elektra                                                            | マーク・ミラー                            |                  | てらそままさき      |
| 2009   | イレーナ・センドラー 2500人の命のために The Courageous Heart of Irena Sendler | ステファン                                | テレビ映画       |                     |
| 2010   | 人生はビギナーズ Beginners                                                    | アンディ                                  |                  | 志村知幸            |
| 2011   | ドラゴン・タトゥーの女 The Girl with the Dragon Tattoo                        | ドラガン・アルマンスキー                  |                  | 田中正彦            |
| 2012   | K-11                                                                          | Raymond Saxx Jr.                          |                  | N/A                 |
| 2013   | 悪の法則 The Counselor                                                        | マイケル                                  |                  | 相沢まさき          |
| 2014   | ダーク・ハーツ 紅く濡れた裸婦 Dark Hearts                                     | アーマンド                                |                  |                     |
| 2014   | 氷の上のふたり Midnight Sun                                                   | マクタック                                |                  | 西垣俊作            |
| 2017   | Never Here                                                                    | S                                         |                  | N/A                 |
| 2017   | The Tribes of Palos Verdes                                                    | Joe                                       |                  | N/A                 |
| 2020   | Fatima                                                                        | Arturo                                    |                  | N/A                 |
| 2021   | The Accursed                                                                  | Nikola                                    |                  | N/A                 |
| 2022   | ヘル・レイザー Hellraiser                                                     | ヴォイト                                  |                  | 根本泰彦            |
| 2024   | トランスフォーマー/ONE Transformers One                                       | オライオンパックス / オプティマスプライム | クロアチア語吹替 | 中村悠一            |

### テレビシリーズ
| 放映年    | 邦題 原題                                                       | 役名                 | 備考                                          | 吹き替え           |
| --------- | --------------------------------------------------------------- | -------------------- | --------------------------------------------- | ------------------ |
| 1999-2008 | ER緊急救命室 ER                                                 | ルカ・コバッチュ     | 計185話出演                                   | てらそままさき     |
| 2010      | ザ・ディープ 深海からの脱出 The Deep                            | サムソン             | ミニシリーズ 計5話出演                        | てらそままさき     |
| 2010      | レバレッジ 〜詐欺師たちの流儀 Leverage                          | ダミアン・モロー     | 計2話出演                                     | てらそままさき     |
| 2011-2012 | PAN AM/パンナム Pan Am                                          | ニコ・ロンザ         | 計4話出演                                     | 木内秀信           |
| 2012      | Red Widow                                                       | Christian Schiller   | 計8話出演                                     | N/A                |
| 2014-2015 | エクスタント Extant                                             | ジョン・ウッズ       | 計16話出演                                    | 宮内敦士           |
| 2015      | クロッシング・ライン〜ヨーロッパ特別捜査チーム〜 Crossing Lines | マルコ・コンスタンテ | 計12話出演                                    | （吹き替え版なし） |
| 2016-2018 | タイムレス Timeless                                             | ガルシア・フリン     | 計27話出演                                    | 山路和弘           |
| 2019      | Dollface                                                        | Colin                | 計4話出演                                     | N/A                |
| 2019      | THIS IS US/ディス・イズ・アス This Is Us                        | ヴィンセント・ケリー | 第3シーズン第13話「小さなバレリーナ」         | 加藤亮夫           |
| 2020      | ドクター・フー Doctor Who                                       | ニコラ・テスラ       | 第12シーズン第4話「ニコラ・テスラと恐怖の夜」 |                    |
| 2020      | ザ・ボーイズ The Boys                                           | アレステア・アダナ   | 計4話出演                                     |                    |
| 2024      | ヴァイキング ～ヴァルハラ～ Vikings:Valhalla                    | 赤毛のエイリーク     | 第3シーズン計4話出演                          |                    |

### ミュージックビデオ
- Tony Cetinski - 「Život (Life)」 (1998)
- マドンナ - 「パワー・オブ・グッバイ」 (1998)
- アンクル - 「Burn My Shadow」 (2008)